# طوفان زمستانی ۲۰۲۱ آمریکای شمالی
طوفان زمستانی ۲۰۲۱ آمریکای شمالی (انگلیسی: February 13–17, 2021 North American winter storm) که به‌طور غیررسمی طوفان زمستانی یوری نامیده می‌شود، یک طوفان بزرگ زمستانی و یخی بود که از ۱۳ تا ۱۷ فوریه تأثیرات گسترده‌ای در سراسر ایالات متحده، شمال مکزیک و مناطقی از کانادا داشت. این طوفان در شمال غربی پسیفیک آغاز شد و به سرعت به ایالت‌های جنوبی آمریکا و دو روز بعد از آن به ایالت‌های غرب میانه و شمال شرقی آمریکا منتقل شد.
طوفان بیش از ۱۷۰ میلیون آمریکایی در معرض هشدارهای مختلف آب و هوای زمستانی در سراسر کشور قرار داد و باعث قطع برق و خاموشی بیش از ۹٫۷ میلیون نفر در ایالات متحده و مکزیک، ایجاد بحران برق ۲۰۲۱ تگزاس شد.
این طوفان همچنین هوای مخرب شدیدی را به جنوب شرقی ایالات متحده از جمله چندین گردباد وارد کرد. در تاریخ ۱۶ فوریه، حداقل ۲۰ مورد تلفات مستقیم و ۱۳ مورد تلفات غیرمستقیم به طوفان نسبت داده شد،
تا ۱۹ فوریه، تعداد کشته شدگان دست‌کم به ۷۰ نفر رسید، از جمله ۵۸ نفر در ایالات متحده و ۱۲ نفر در مکزیک.

## تاریخچه هواشناسی
در ۱۳ فوریه، طوفان جبهه ای در سواحل شمال غربی پسیفیک ایجاد شد و به ساحل منتقل شد. در طول این مدت، طوفان بر روی کوه‌های راکی به حداقل فشار اتمسفریک ۹۹۲ میلی بار (۲۹٫۳ جیوه در ساعت) رسید. در همان روز، کانال هواشناسی به دلیل تأثیرات پیش‌بینی شده از طوفان، نام غیررسمی طوفان زمستانی یوری را بر آن گذاشت. کمیسیون فدرال ارتباطات بعداً این نام را پس از ۱۷ فوریه در گزارش‌های خود تصویب کرد. طی چند روز بعد از ان طوفان با ورود به جنوب ایالات متحده و انتقال به تگزاس شروع به توسعه کرد. در ۱۵ فوریه، با چرخش طوفان به صورت گسترش یافته به سمت شمال شرقی یک سیستم مرکز کم‌فشار جدیدی در سواحل پنهندل فلوریدا ایجاد شد.